# Victor René Boëlle
Victor René Boëlle, né le 10 mai 1850 à Brest et mort le 21 octobre 1942 à Paris, est un général de division français, grand-croix de la Légion d'honneur, dont le nom est associé à la Première Guerre mondiale.

## Biographie
Le 17 mars 1905, il est nommé chef d'état-major du  20e Corps d'Armée. Promu général de brigade, il commande, entre le 24 novembre 1906 et le 21 décembre 1909, la 13e brigade d'infanterie. Devenu général de division, il prend le commandement de la  3e Division d'Infanterie et des subdivisions de région de Péronne, d'Abbeville, de Beauvais et d'Amiens. Parallèlement, il est membre du Comité technique d'État-Major du 3 janvier 1907 au 11 avril 1910. Le 3 décembre 1911, il prend le commandement du  4e Corps d'Armée, qu'il conserve jusqu'au 17 juin 1915.
Le 10 mai 1915, il est placé en section de réserve, il en sort un mois plus tard pour être nommé inspecteur des dépôts de la zone armées jusqu'au 31 décembre 1916 où il est mis en disponibilité. Le 4 février 1917, il est adjoint à l'inspecteur général des effectifs mobilisés, avec rang et prérogatives de commandant de corps d'armée et le 1er juin 1917, il est replacé en section de réserve.
Il est l'un des auteurs de la création en 1915 de la croix de guerre. A ce titre il est nommé en 1939 membre d'honneur de l'association nationale des croix de guerre, fondée en 1919 par le vice-amiral Emile Guépratte.

## Décorations
- : Grand-croix de la Légion d'honneur le (11 juillet 1928) « Cote LH/266/20 »
  -  Grand officier de la Légion d'honneur le (10 avril 1915)
  -  Commandeur de la Légion d'honneur le (12 juillet 1911)
  -  Officier de la Légion d'honneur le (11 juillet 1900)
  -  Chevalier de la Légion d'honneur le (8 juillet 1889)
- : Croix de Guerre 1914-1918
- : Médaille interalliée 1914-1918
- : Médaille Commémorative de la Guerre 1870
- : Médaille commémorative de la Grande Guerre
- : Croix de guerre belge 1914-1918